# 5244 Amphilochos
5244 Amphilochos (1973 SQ1) là một thiên thể Troia của Sao Mộc được phát hiện ngày 29 tháng 9 năm 1973 bởi Cornelis Johannes van Houten, Ingrid van Houten-Groeneveld và Tom Gehrels ở Đài thiên văn Palomar.